# Max Roach
Maxwell Lemuel (Max) Roach (Newland (North Carolina), 10 januari 1924 - New York, 16 augustus 2007) was een Amerikaanse jazzdrummer. Hij wordt samen met Art Blakey en Kenny Clarke beschouwd als een van de pioniers of uitvinders van de bebopstijl.

## Begin
Max Roach begon al op achtjarige leeftijd met het spelen van bugel in een harmonieorkestje. Zijn moeder, die zelf in een gospelkoor zong, moedigde hem aan in zijn muzikale carrière en haalde hem over slagwerk te gaan spelen.

## Invaller
Al op zestienjarige leeftijd trad hij op als invaller in de orkesten van de bandleiders Duke Ellington en Count Basie. Hij leerde in New York de andere grote sterren van de bebop kennen, waaronder Charlie Parker, Dizzy Gillespie, Thelonious Monk en Kenny Clarke. Hij raakte bevriend met Bud Powell en samen maakten zij zich de nieuwe jazzstijl meester. Toen Kenny Clarke in 1943 in militaire dienst moest, verving Roach hem in het beroemde orkest van Charlie Parker in Minton's Playhouse.

## Eerste plaat
In 1945 bood Coleman Hawkins hem een eerste kans om een plaat op te nemen op het Apollo-label, met de eerste versie van "Would'n You". Later dat jaar nam Max Roach met Parker en Gillespie enkele beroemde thema's op, waaronder "Billie's Bounce" en "Now's The Time". Dizzy Gillespie nodigde hem uit om plaats nemen in zijn eerste bigband project.
In 1949 reisde Roach met Charlie Parker naar Europa om deel te nemen aan het eerste jazzfestival van Parijs.

## Eigen platenlabel
In 1952 studeerde hij af aan het conservatorium van Manhattan met een specialisatie in percussie. In dat jaar richtte hij samen met bassist Charles Mingus het platenlabel Debut op. Op dit label verscheen de plaat van het historische "Massey Hall"-concert in 1953.

## Hardbop
In mei 1954 richtte hij samen met Clifford Brown het Brown-Roach-quintet op dat snel uitgroeide tot de een van de belangrijkste vertegenwoordigers van de zogenoemde hardbopstijl. Clifford Brown kwam in 1956 bij een auto-ongeluk om het leven. Max Roach koos voor een trio met Sonny Rollins en George Morrow en breidde deze groep later uit tot een nieuw quintet.
In 1962 nam hij samen met Duke Ellington en Charles Mingus de plaat "Money Jungle" op.
Vanaf 1972 gaf Roach les aan de Universiteit van Massachusetts in Amherst.
Tot 1976 speelde hij onder meer samen met Archie Shepp, Anthony Braxton, Cecil Taylor en Dollar Brand.

## Solo en experimenten
Vanaf het begin van de jaren 80 gaf Roach een aantal solo-concerten en hij experimenteerde daarnaast met andere musici in verschillende samenstellingen, zoals met het So What Brass Quintet waarin hij als drummer uitsluitend met blaasinstrumenten samenspeelde.
Max Roach wordt beschouwd een van de beste solo- en ensembledrummers uit de geschiedenis van de bebop en moderne jazz. Hij overleed op 83-jarige leeftijd in zijn slaap. Hij was al lange tijd ziek.

## Discografie
- 1944 : Rainbow Mist (with Coleman Hawkins)
- 1944 : Coleman Hawkins and His All Stars (with Coleman Hawkins)
- 1945 : Town Hall, New York, June 22, 1945 (with Dizzy Gillespie and Charlie Parker)
- 1945 - 1948: The Complete Savoy Studio Recordings (with Charlie Parker)
- 1946 : Mad Be Bop (with J.J. Johnson)
- 1946 : Opus BeBop (with Stan Getz)
- 1946 : Savoy Jam Party (Don Byas Quartet)
- 1946 : The Hawk Flies (with Coleman Hawkins)
- 1947 : The Bud Powell Trip (with Bud Powell)
- 1947 : Lullaby in Rhythm (with Charlie Parker)
- 1947 : Charlie Parker on Dial (with Charlie Parker)
- 1948 : The Band that Never Was (with Charlie Parker)
- 1948 : Bird on 52nd Street (with Charlie Parker)
- 1948 : Bird at the Roost (with Charlie Parker)
- 1949 : Birth of the Cool (with Miles Davis)
- 1949 - 1953: Charlie Parker – Complete Sessions on Verve (with Charlie Parker)
- 1949 : Charlie Parker in France (with Charlie Parker)
- 1949 : Genesis (with Sonny Stitt)
- 1949 : The Stars of Modern Jazz at Carnegie Hall
- 1950 : The McGhee-Navarro Sextet (with Howard McGhee)
- 1951 : The Amazing Bud Powell (with Bud Powell)
- 1951 : The George Wallington Trip and Septet (with George Wallington)
- 1951 : Conception (with Miles Davis)
- 1952 : New Faces, New Sounds (with Gil Melle)
- 1952 : The Complete Genius (with Thelonious Monk)
- 1952 : Live at Rockland Palace (with Charlie Parker)
- 1953 : Jazz at Massey Hall (with Charlie Parker)
- 1953 : Mambo Jazz (with Joe Holiday)
- 1953 : Yardbird: DC-53 (with Charlie Parker)
- 1953 : Max Roach Quartet (Fantasy)
- 1953 : Max Roach and his Sextet (Debut)
- 1953 : Max Roach Quartet featuring Hank Mobley (Debut)
- 1953 : Jazz at Massey Hall (aka. The Greatest Jazz Concert Ever) (with Charlie Parker, Charles Mingus, Bud Powell and Dizzy Gillespie)
- 1953 : Miles Ahead (with Miles Davis)
- 1953 : Cohn’s Tones (with Al Cohn)
- 1953 : Diz and Getz (with Dizzy Gillespie and Stan Getz)
- 1954 : Brown And Roach Incorporated
- 1954 : Clifford Brown and Max Roach
- 1954 : Study in Brown (with Clifford Brown)
- 1954 : More Study in Brown (with Clifford Brown)
- 1954 : Dinah Jams Featuring Dinah Washington
- 1955 : Clifford Brown with Strings (with Clifford Brown)
- 1955 : Relaxed Piano Moods (with Hazel Scott)
- 1955 : Introducing Jimmy Cleveland And His All Stars (EmArcy)
- 1955 : New Piano Expressions (with John Dennis)
- 1955 : Herbie Nichols Trio (with Herbie Nichols)
- 1955 : Worktime! (with Sonny Rollins)
- 1955 : The Charles Mingus Quartet plus Max Roach (with Charles Mingus)
- 1956 : Clifford Brown and Max Roach at Basin Street
- 1956 : Sonny Rollins Plus Four (with Sonny Rollins)
- 1956 : Introducing Johnny Griffin (with Johnny Griffin)
- 1956 : Max Roach Plus Four
- 1956 : The Magnificent Thad Jones (with Thad Jones)
- 1956 : Brilliant Corners (with Thelonious Monk)
- 1956 : Tour de Force (with Sonny Rollins)
- 1956 : The Music of George Gershwin: I Sing of Thee (with Joe Wilder)
- 1956 : Rollins Plays For Bird (Sonny Rollins Quintet)
- 1956 : Saxophone Colossus (with Sonny Rollins)
- 1957 : Jazz in 3/4 time
- 1957 : First Place (with J.J. Johnson)
- 1957 : With Strings (with Clifford Brown)
- 1957 : Sonny Clark Trio
- 1957 : Jazz Contrasts (with Kenny Dorham
- 1958 : Deeds, Not Words (with all new cast Ray Draper, Booker Little, George Coleman)
- 1958 : Max Roach/Art Blakey (with Art Blakey)
- 1958 : Freedom Suite (with Sonny Rollins)
- 1958 : Shadow Waltz (with Sonny Rollins)
- 1958 : Max Roach Plus Four on the Chicago Scene (Mercury)
- 1958 : Max Roach Plus Four at Newport (Mercury)
- 1958 : Max Roach with the Boston Percussion Ensemble (EmArcy)
- 1958 : Deeds not Words (aka Conversation) (Riverside)
- 1958 : Max Roac/Bud Shank - Sessions (with Bud Shank)
- 1958 : The Defiant Ones (with Booker Little)
- 1958 : Award-Winning Drummer (Time T)
- 1959 : A Little Sweet (aka. The Many Sides of Max )(Mercury)
- 1959 : Rich Versus Roach (with Buddy Rich)
- 1959 : Quiet as it’s Kept (Mercury)
- 1959 : Moon-Faced and Starry-Eyed (Mercury)
- 1960 : Tommy Turrentine with Stanley Turrentine
- 1960 : Stan ‘The Man’ Turrentine
- 1960 : Again! (Affinity)
- 1960 : Parisian Sketches (Mercury)
- 1960 : We Insist! - Freedom Now (Candid)
- 1960 : Long as you're living (Enja)
- 1960 : Uhuru Afrika (with Randy Weston)
- 1960 : Sonny Clark Trio (with Sonny Clark)
- 1961 : Percussion Bitter Sweet (Impulse! Records)(with Mal Waldron)
- 1961 : Straight Ahead (with Abbey Lincoln)
- 1961 : Out Front (with Booker Little)
- 1961 : Paris Blues (with Duke Ellington)
- 1962 : Money Jungle (with Duke Ellington and Charles Mingus)
- 1962 : Speak, Brother, Speak!
- 1962 : It's Time (Impulse! Records)(with Mal Waldron)
- 1962 : Drum Suite (with Slide Hampton)
- 1964 : Live in Europe: Freedom Now Suite (with Abbey Lincoln)
- 1964 : The Max Roach Trio Featuring the Legendary Hasaan (with pianist and composer Hasaan Ibn Ali)
- 1966 : Drums Unlimited (Atlantic) (Leader, with James Spaulding, Freddie Hubbard, Ronnie Mathews, Jymie Merritt, Roland Alexander)
- 1966 : Stuttgart 1963 Concert (with Sonny Rollins
- 1968 : Sound as Roach (Atlantic)
- 1968 : Members, Don't Git Weary (Atlantic)
- 1971 : Lift Every Voice and Sing (with J.C. White Singers)
- 1972 : Newport in New York ‘72 (Roach on 2 tracks only)
- 1972 : Daahoud (Mainstream Records)
- 1973 : Re:Percussion (with M'Boom, Strata-East Records)
- 1975 : The Bop Session (with Dizzy Gillespie, Sonny Stitt, John Lewis, Hank Jones and Percy Heath)
- 1976 : Force: Sweet Mao-Suid Afrika '76 (duo with Archie Shepp)
- 1976 : Nommo (Victor)
- 1977 : Max Roach Quartet Live in Tokyo (Denon)
- 1977 : The Loudstar (Horo)
- 1977 : Max Roach Quartet Live In Amsterdam - It's Time (Baystate)
- 1977 : Solos (Baystate)
- 1977 : Streams of Consciousness (duo with Dollar Brand)
- 1978 : Confirmation (Fluid)
- 1978 : Birth and Rebirth (Duo with Anthony Braxton)
- 1978 : Long time at circus yorks
- 1979 : The Long March (duo with Archie Shepp
- 1979 : Historic Concerts (duo with Cecil Taylor)
- 1979 : One In Two, Two In One (duo with Anthony Braxton)
- 1979 : M'Boom Re:Percussion (with M'Boom, Columbia Records)
- 1979 : Pictures in a Frame (Soul Note)
- 1980 : Chattahoochee Red (Columbia)
- 1982 : Swish (duo with Connie Crothers) (New Artists)
- 1982 : In the Light (Soul Note)
- 1983 : Max Roach Double Quartet Live At Vielharmonic (Soul Note)
- 1984 : Scott Free (Soul Note)
- 1984 : It’s Christmas Again (Soul Note)
- 1984 : Collage (with M'Boom, Soul Note)
- 1984 : Survivors (Soul Note)
- 1984 : Jazzbuhne Berlin ‘84 (Reperoire)
- 1985 : Easy Winners (Soul Note)
- 1986 : Bright Moments (Soul Note)
- 1989 : Max and Diz in Paris 1989 (duo with Dizzy Gillespie) (A&M)
- 1989 : Homage to Charlie Parker (A&M)
- 1991 : To the Max! (Enja)
- 1992 : Live at S.O.B.'s New York (with M'Boom, Blue Moon Records)
- 1995 : Max Roach With The New Orchestra Of Boston And The So What Brass Quintet (Blue Note)
- 1999 : Beijing Trio (Asian Improv)
- 2002 : Friendship (with Clark Terry) (Columbia)

- Bibsys: 1015637
- Biblioteca Nacional de España: XX867325
- Bibliothèque nationale de France: cb13899045z (data)
- CiNii: DA09410817
- Gemeinsame Normdatei: 119534770
- International Standard Name Identifier: 0000 0001 1591 6378
- Library of Congress Control Number: n81072981
- Nationale Bibliotheek van Letland: 000247447
- MusicBrainz: 0b6aea55-d855-4a33-ae08-b0280dd28684
- Nationale Bibliotheek van Tsjechië: ola2002157392
- Nationale bibliotheek van Australië: 35437130
- Nationale Bibliotheek van Israël: 987007395401805171
- Nationale Bibliotheek van Polen: a0000002340459
- Nationale en Universitaire bibliotheek Zagreb: 000415152
- Nederlandse Thesaurus van Auteursnamen: 070535523
- Réseau des bibliothèques de Suisse occidentale: 02-A003750310
- Istituto Centrale per il Catalogo Unico: RAVV244422
- LIBRIS: 242229
- SNAC: w6h52gwd
- Système universitaire de documentation: 087413264
- Trove: 952561
- Virtual International Authority File: 7575133
- WorldCat: E39PBJbM6qRPvmHqxp43yKqfbd